# تپه گبران (گردان)
تپه گبران (گردان) مربوط به سدهٔ ۴ تا ۹ ه.ق است و در شهرستان ساوجبلاغ، بخش مرکزی، روستای هیو واقع شده و این اثر در تاریخ ۲ بهمن ۱۳۸۲ با شمارهٔ ثبت ۱۰۸۳۹ به‌عنوان یکی از آثار ملی ایران به ثبت رسیده است.